# Eugène, comte d'Harcourt
Eugène, comte d'Harcourt (París, 1859 - Locarno, Suïssa, 4 de març de 1918) fou un compositor i musicòleg francès casat amb Armanda de Pierre de Bernis.
Era net del diplomàtic duc d'Harcourt, però apassionat per la música renuncià a la diplomàcia i a la carrera militar per estudiar en el Conservatori de París i després a Alemanya. Al seu retorn a França fundà els concerts del seu nom que dirigia ell mateix i en els que interpretava preferentment la música clàssica. En esclatar la primera guerra mundial marxà als Estats Units amb el fi de fer propaganda en favor de la música francesa. A més d'una òpera titulada Tasse, de tres simfonies, dos quartets per a instruments d'arc i altres composicions, publica les següents obres: Quelques remarques sur l'éxecution du "Tanhauser" à l'Opéra de París (París, 1895); Aperçus analítiques des cinq premières symphonies de Beethoven (París, 1898); Lamusique actuelle en Italie (París, 1907); La musique actuelle en Allemagne (París, 1908) i La musique actuelle dans les Etats scandinaves (París, 1910).
També publicà nombrosos articles, especialment a Le Figaro, diari del qual n'era crític musical des de 1901.